# Vuohisaari (ö i Södra Savolax, Pieksämäki, lat 61,60, long 27,94)
Vuohisaari är en ö i Finland. Den ligger i sjön Saimen och i kommunen Jockas i den ekonomiska regionen  Pieksämäki ekonomiska region  och landskapet Södra Savolax, i den södra delen av landet, 220 km nordost om huvudstaden Helsingfors. Öns area är 5,6 hektar och dess största längd är 470 meter i sydöst-nordvästlig riktning.